# Mirobaeoides scutellaris
Mirobaeoides scutellaris är en stekelart som beskrevs av Austin 1986. Mirobaeoides scutellaris ingår i släktet Mirobaeoides och familjen Scelionidae. Inga underarter finns listade i Catalogue of Life.